# Hà Bỉnh Lệ
Hà Bỉnh Lệ (tiếng Trung: 何炳棣; bính âm: Hé Bǐngdì; Wade – Giles: Ho Ping-ti; 1917–2012), cũng thường được viết dưới cái tên P.T. Ho, là một sử gia người Mỹ gốc Hoa. Ông đã viết rất nhiều về lịch sử Trung Quốc, bao gồm các tác phẩm về nhân khẩu học, lịch sử thực vật, khảo cổ học cổ đại và các sự kiện đương đại. Ông đã giảng dạy tại Đại học Chicago trong phần lớn sự nghiệp của mình, và là Chủ tịch Hiệp hội Nghiên cứu Châu Á vào năm 1975, học giả gốc Á đầu tiên có được vinh dự này.

## Tiểu sử
Quê tổ của Hà Bỉnh Lệ ở Kim Hoa, Chiết Giang. Năm 1917, ông ra đời ở Thiên Tân. Năm 1934, Hà Bỉnh Lệ theo học tại Khoa Lịch sử của Đại học Thanh Hoa, Bắc Kinh, sau đó ông đến Thượng Hải học tại Đại học Sư phạm Hoa Đông tạm thời do Chiến tranh Trung-Nhật lần thứ hai, và tốt nghiệp cử nhân tại Thanh Hoa vào năm 1938. Sau khi tốt nghiệp, Hà Bỉnh Lệ đến Vân Nam, trong Chiến tranh Trung-Nhật lần thứ hai, và trở thành trợ giảng tại Khoa Lịch sử của Đại học Quốc gia Tây Nam Liên kết (một trường đại học thời chiến được liên kết bởi Đại học Bắc Kinh, Đại học Thanh Hoa và Đại học Nam Đài). Năm 1944, ông nhận được hỗ trợ tài chính từ Học bổng Bồi thường Nghĩa Hòa Đoàn lần thứ sáu, và đi du học tại Hoa Kỳ vào năm 1945.
Hà Bỉnh Lệ vào Đại học Columbia, New York, và tốt nghiệp Tiến sĩ lịch sử năm 1952. Luận án tiến sĩ của ông liên quan đến lịch sử nước Anh thế kỷ 19. Hà Bỉnh Lệ đã từng giảng dạy tại Đại học British Columbia ở Vancouver, British Columbia, Canada. Năm 1963, Hà Bỉnh Lệ đến giảng dạy tại Đại học Chicago. Hà Bỉnh Lệ nghỉ hưu ở Chicago vào năm 1987, nhưng ông nhanh chóng trở thành Giáo sư thỉnh giảng về Lịch sử và Khoa học Xã hội tại Đại học California, Irvine, nơi ông nghỉ hưu lần thứ hai vào năm 1990.
Hà Bỉnh Lệ được bầu làm viện sĩ của Viện hàn lâm Sinica vào năm 1966, thành viên của Viện Hàn lâm Khoa học và Nghệ thuật Hoa Kỳ năm 1979, và là thành viên danh dự của Viện Khoa học Xã hội Trung Quốc năm 1997. Ông cũng là "học giả gốc Á đầu tiên từng đã được bầu làm Chủ tịch Hiệp hội Nghiên cứu Châu Á".

## Ấn phẩm

### Sách chính
- Studies on the Population of China, 1368–1953 (1959)
- The Ladder of Success in Imperial China, Aspects of Social Mobility, 1368–1911 (1962)
- Zhongguo Hui Guan Shi Lun 中國會館史論. 1966.
- The Cradle of the East: An Inquiry into the Indigenous Origins of Techniques and Ideas of Neolithic and Early Historic China, 5000–1000　B.C. (1975)
- 读史阅世六十年 Du Shi Yue Shi Liu Shi Nian (60 Years of Reading History and Living Life). Beijing Shi: Zhonghua. 2012. ISBN 978-7-101-08541-9.

### Bài báo chính
- Ho (1954). “The Salt Merchants of Yang-Chou: A Study of Commercial Capitalism in Eighteenth-Century China”. Harvard Journal of Asiatic Studies. 17 (1–2): 130–168. doi:10.2307/2718130. JSTOR 2718130.
- "Aspects of social mobility in China, 1368-1911." Comparative Studies in Society and History' 1.4 (1959): 330-359. online
- Ho, Ping-ti (1967). “The Significance of the Ch'ing Period in Chinese History”. The Journal of Asian Studies. 26 (2): 189–195. doi:10.2307/2051924. JSTOR 2051924.
- Ho, Ping-ti (1998). “In Defense of Sinicization: A Rebuttal of Evelyn Rawski's "Reenvisioning the Qing"”. The Journal of Asian Studies. 57 (1): 123–155. doi:10.1017/s0021911800022713.